# Coupe de France de football 1920-1921
 (avril 2021).
 (avril 2021).
Navigation
Coupe de France 1919-1920 Coupe de France 1921-1922
La Coupe de France 1920-1921 a vu s'affronter 202 clubs à travers la France. Ce fut la 4e édition de la coupe de France, qui débuta avec le premier des tours préliminaires le 19 septembre 1920 et s'acheva par la finale jouée au Stade Pershing à Paris le 24 avril 1921. Cette édition a vu gagner l'équipe du Red Star.

## Tours préliminaires[1]
2 tours préliminaires sont organisés avant les trente-deuxièmes de finale.

## Trente-deuxièmes de finale
Les matchs des trente-deuxièmes de finale se sont joués le 7 novembre 1920. Le match rejoué entre Montpellier et Saint-Raphaël a lieu le 21 novembre.
| Équipe 1                                | Score | Équipe 2                                 | Lieu                |
| Red Star (D1 Paris)                     | 6 - 0 | Lutetia SC (D3 Paris)                    | Saint-Ouen          |
| Olympique de Paris (D1 Paris)           | 9 - 0 | VS Sens (DH Franche-Comté/Bourgogne)     | Paris               |
| RC France (D1 Paris)                    | 6 - 0 | US Forbach (DH Lorraine)                 | Paris               |
| US Tourcoing (DH Nord)                  | 5 - 0 | SC Choisy-le-Roi (D2 Paris)              | Tourcoing           |
| AS Cannes (DH Sud-Est)                  | 1 - 0 | Olympique de Marseille (DH Sud-Est)      | Marseille           |
| CA Paris (D1 Paris)                     | 5 - 1 | Raincy Sports (D2 Paris)                 | Paris               |
| US Suisse Paris (D2 Paris)              | 2 - 1 | Olympique lillois (DH Nord)              | Roubaix             |
| RC Calais (DH Nord)                     | 3 - 1 | AS Amicale (D2 Paris)                    | Abbeville           |
| US Belfort (DH Franche-Comté/Bourgogne) | 6 - 0 | CN Lyon (DH Lyonnais)                    | Belfort             |
| FC Cette (DH Sud-Est)                   | 5 - 2 | Section Burdigalienne (DH Sud-Ouest)     | Bordeaux            |
| FC Rouen (DH Normandie)                 | 4 - 1 | AS Stella Cherbourg (DH Normandie)       | Caen                |
| AS Française (D2 Paris)                 | 2 - 0 | RC Strasbourg (DH Alsace)                | Strasbourg          |
| JA Saint-Ouen (D2 Paris)                | 3 - 1 | SC Tourcoing (DH Nord)                   | Arras               |
| US Servannaise (DH Ouest)               | 5 - 0 | SCO Angers (PH Ouest)                    | Le Mans             |
| AF La Garenne-Colombes (D3 Paris)       | 2 - 0 | RC Roubaix (DH Nord)                     | La Garenne-Colombes |
| CASG Paris (D1 Paris)                   | 3 - 0 | AS Cheminots Rennes (DH Ouest)           | Paris               |
| Stade briochin (DH Ouest)               | 1 - 0 | Stade lavallois (DH Ouest)               | Rennes              |
| AS Strasbourg (DH Alsace)               | 7 - 0 | FC Thonon (PH Lyonnais)                  | Thonon              |
| Stade Bordelais (DH Sud-Ouest)          | 4 - 2 | Club français (D1 Paris)                 | Paris               |
| Stade français (D2 Paris)               | 5 - 0 | AVS Auxerre (DH Franche-Comté/Bourgogne) | Auxerre             |
| SO Montpellier (DH Sud-Est)             | 2 - 2 | Stade raphaëlois (Sud-Est)               | Saint-Raphaël       |
| SO Montpellier (DH Sud-Est)             | 1 - 0 | Stade raphaëlois (Sud-Est)               | Montpellier         |
| FC Lyon (DH Lyonnais)                   | 3 - 2 | SA Provenceaux (DH Sud-Est)              | Nîmes               |
| Stade Havrais (DH Normandie)            | 2 - 1 | CA Rosaire (D3 Paris)                    | Paris               |
| FEC Levallois (D1 Paris)                | 5 - 0 | AS Creil (PH Nord)                       | Levallois           |
| CS des Terreaux (DH Lyonnais)           | 5 - 2 | SC Sélestat (DH Alsace)                  | Sélestat            |
| Bordeaux AC (DH Sud-Ouest)              | 1 - 0 | US Le Mans (PH Ouest)                    | Bordeaux            |
| CA Messin (DH Lorraine)                 | 5 - 3 | Lyon OU (DH Lyonnais)                    | Mulhouse            |
| US Boulogne-sur-Mer (DH Nord)           | 6 - 1 | Club des X de Paris (D4 Paris)           | Boulogne            |
| Le Havre AC (DH Normandie)              | 3 - 1 | Gallia Club Paris (D2 Paris)             | Le Havre            |
| Armoricaine de Brest (DH Ouest)         | 1 - 0 | CS Rennais (DH Ouest)                    | Brest               |
| VGA Médoc (DH Sud-Ouest)                | 4 - 0 | Stade Nantais UC (PH Ouest)              | Nantes              |
| FC Dieppe (DH Normandie)                | 2 - 0 | CA Vitry (D1 Paris)                      | Rouen               |

## Seizièmes de finale
Les matchs des seizièmes de finale se sont joués le 5 décembre 1920.
| Équipe 1                                | Score | Équipe 2                        | Lieu         |
| Red Star (D1 Paris)                     | 3 - 1 | Stade briochin (DH Ouest)       | Saint-Brieuc |
| Olympique de Paris (D1 Paris)           | 2 - 0 | AS Strasbourg (DH Alsace)       | Strasbourg   |
| RC France (D1 Paris)                    | 4 - 0 | Stade Bordelais (DH Sud-Ouest)  | Bordeaux     |
| US Tourcoing (DH Nord)                  | 1 - 0 | Stade français (D2 Paris)       | Saint-Cloud  |
| AS Cannes (DH Sud-Est)                  | 3 - 2 | SO Montpellier (DH Sud-Est)     | Cannes       |
| CA Paris (D1 Paris)                     | 5 - 1 | FC Lyon (DH Lyonnais)           | Lyon         |
| US Suisse Paris (D2 Paris)              | 3 - 2 | Stade Havrais (DH Normandie)    | Le Havre     |
| RC Calais (DH Nord)                     | 2 - 1 | FEC Levallois (D1 Paris)        | Calais       |
| US Belfort (DH Franche-Comté/Bourgogne) | 2 - 1 | CS des Terreaux (DH Lyonnais)   | Lyon         |
| FC Cette (DH Sud-Est)                   | 4 - 0 | Bordeaux AC (DH Sud-Ouest)      | Cette        |
| FC Rouen (DH Normandie)                 | 4 - 1 | CA Messin (DH Lorraine)         | Rouen        |
| AS Française (D2 Paris)                 | 5 - 1 | US Boulogne (DH Nord)           | Paris        |
| JA Saint-Ouen (D2 Paris)                | 2 - 1 | Le Havre AC (DH Normandie)      | Saint-Ouen   |
| US Servannaise (DH Ouest)               | 6 - 0 | Armoricaine de Brest (DH Ouest) | Saint-Servan |
| AF La Garenne-Colombes (D3 Paris)       | 0 - 6 | VGA Médoc (DH Sud-Ouest)        | Mérignac     |
| CASG Paris (D1 Paris)                   | 2 - 0 | FC Dieppe (DH Normandie)        | Dieppe       |

Le 17 décembre, la commission de la Coupe décide de donner match gagné par pénalité à l'AF La Garenne-Colombes sur la VGA du Médoc.

## Huitièmes de finale
Les matchs des huitièmes de finale se sont joués le 9 janvier 1921. 
| Équipe 1                      | Score | Équipe 2                                | Lieu                          | Spectateurs |
| Red Star (D1 Paris)           | 3 - 0 | US Belfort (DH Franche-Comté/Bourgogne) | (Belfort)                     |             |
| Olympique de Paris (D1 Paris) | 2 - 0 | FC Cette (DH Sud-Est)                   | Stade Bergeyre (Paris)        |             |
| RC France (D1 Paris)          | 4 - 1 | FC Rouen (DH Normandie)                 | Stade des Bruyères (Rouen)    |             |
| US Tourcoing (DH Nord)        | 2 - 1 | AS Française (D2 Paris)                 | (Tourcoing)                   |             |
| AS Cannes (DH Sud-Est)        | 6 - 4 | JA Saint-Ouen (D2 Paris)                | (Lyon)                        |             |
| CA Paris (D1 Paris)           | 3 - 1 | US Servannaise (DH Ouest)               | Route de Lorient (Rennes)     |             |
| US Suisse Paris (D2 Paris)    | 2 - 0 | AF La Garenne-Colombes (D3 Paris)       | Rue du Général-Roget (Clichy) |             |
| RC Calais (DH Nord)           | 3 - 2 | CASG Paris (D1 Paris)                   | Stade Jean-Bouin (Paris)      |             |

## Quarts de finale
Les matchs des quarts de finale se sont joués le 13 mars 1921. 
| Équipe 1                      | Score | Équipe 2                   | Lieu                                    | Spectateurs |
| Red Star (D1 Paris)           | 4 - 0 | AS Cannes (DH Sud-Est)     | Stade de l'Huveaune (Marseille)         |             |
| Olympique de Paris (D1 Paris) | 2 - 1 | CA Paris (D1 Paris)        | Stade de Charentonneau (Maisons-Alfort) | 8 000       |
| RC France (D1 Paris)          | 4 - 2 | US Suisse Paris (D2 Paris) | Rue Olivier-de-Serres (Paris)           |             |
| US Tourcoing (DH Nord)        | 2 - 0 | RC Calais (DH Nord)        | (Calais)                                |             |

## Demi-finales
Les matchs des demi-finales se sont joués les 3 avril 1921. A Paris au Parc des Princes devant 7000 spectateurs, le Red Star élimine le Racing et à Lille, devant 6000 spectateurs, l'Olympique de Paris sort l'US Tourcoing.
| Équipe 1                      | Score      | Équipe 2               | Lieu                        | Spectateurs |
| Red Star (D1 Paris)           | 4 - 3      | RC France (D1 Paris)   | Parc des Princes (Paris)    | 7 000       |
| Olympique de Paris (D1 Paris) | 3 - 2 a.p. | US Tourcoing (DH Nord) | Stade Victor-Boucquey Lille | 6 000       |

## Finale
La finale a eu lieu au Stade Pershing à Paris, le 24 avril 1921 devant 21 000 spectateurs. À noter le rôle prépondérant lors de cette finale de Pierre Chayriguès, gardien de but du Red Star. En effet, après une longue absence due à une fracture à l'épaule subie en 1919, il effectue, à la surprise générale, son grand retour pour ce match. Après plusieurs arrêts déterminants de Chayriguès et alors que le Red Star ne mène que par deux buts à un, le défenseur et capitaine du Red Star Lucien Gamblin concède un pénalty pour avoir arrêté le ballon de la main sur sa ligne de but. Alors que Jules Dewaquez s'apprête à tirer, Gamblin déconcentre le tireur et la frappe de Dewaquez, beaucoup trop molle, finit dans les bras du gardien audonien.

### Feuille de match

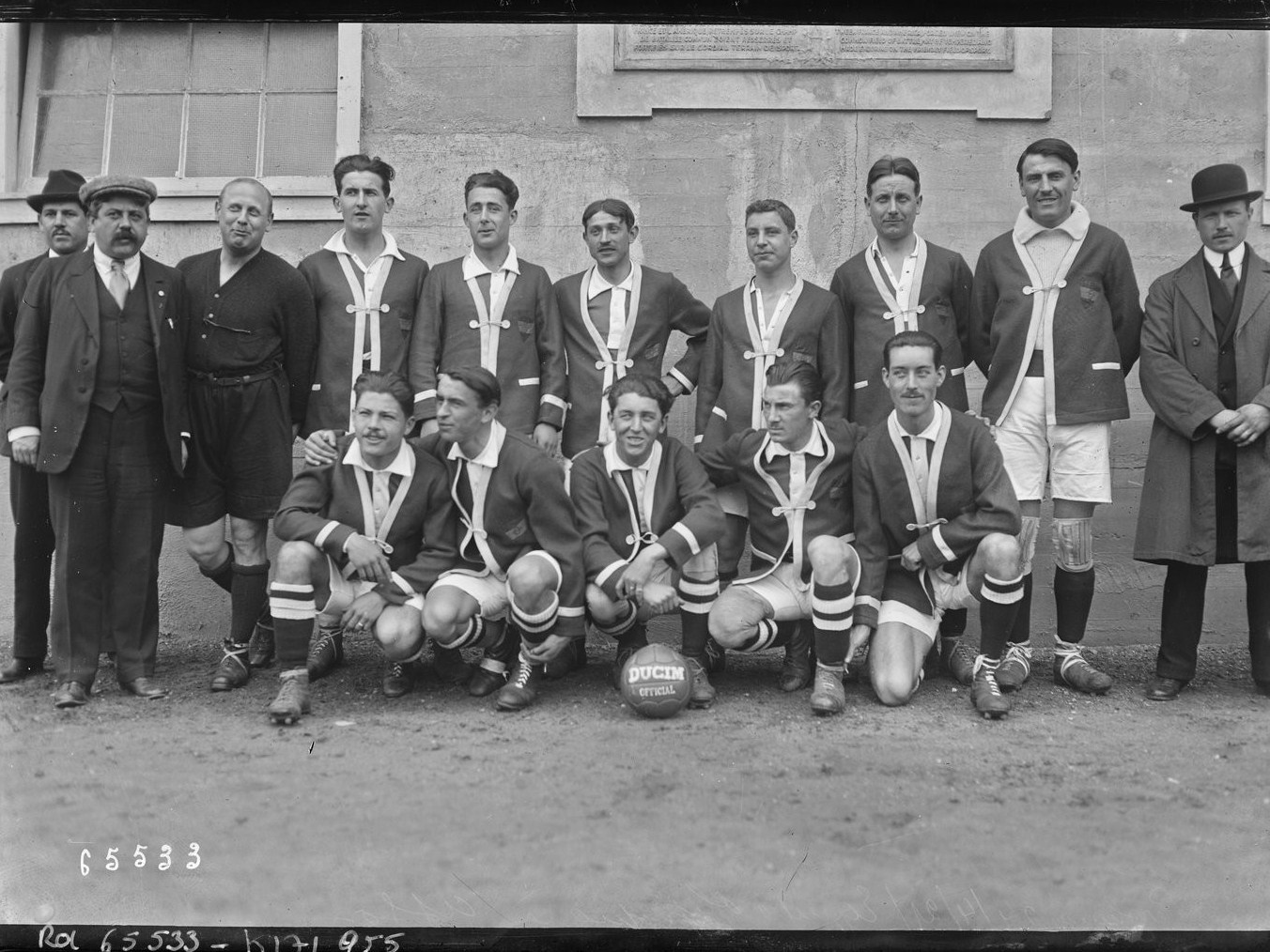
L'Olympique avant la finale. Au second rang : Langenove, Baron, Parachini, Haas, Huysmans et Cottenet. Au premier rang : Devaquez, Rouchès, Landauer, Darques et Rebut.

| Équipes            | Red Star - Olympique de Paris |
| Score              | 2-1 |
| Date               | 24 avril 1921 |
| Stade              | Stade Pershing, Paris 18 000 spectateurs |
| Arbitre            | Marcel Slawick |
| Buts               | 1-0. 53e Clavel ; 2-0. 77e Naudin ; 2-1. 78e Landauer. |
| Red Star AC        | Pierre Chayriguès, Maurice Meyer, Lucien Gamblin (cap.), Raoul Marion, François Hugues, Philippe Bonnardel, Émile Bourdin, Juste Brouzes, Paul Nicolas, Marcel Naudin, Robert Clavel Entraîneur : x |
| Olympique de Paris | Maurice Cottenet, Eugène Langenove, Jules Huysmans, Paul Baron, Antoine Parachini, Georges Haas, Jules Dewaquez, Antoine Rouchès, Paul Landauer, Louis Darques (cap.), Henri Rebut Entraîneur : x   |